# Argyrostagma niobe
Argyrostagma niobe är en fjärilsart som beskrevs av Gustav Weymer 1896. Argyrostagma niobe ingår i släktet Argyrostagma och familjen tofsspinnare. Inga underarter finns listade i Catalogue of Life.